# 金正昆
金正昆（1959年11月6日—），中国浙江省东阳市人，满族，中国大陆礼仪學者，中国人民大学国际关系学院外交系主任。讲课以幽默著称，为中国人民大学“四大名嘴”之一（另三人为周孝正、徐之明、胡邓）。著作有《涉外礼仪教程》。在中央电视台《百家讲坛》栏目主讲社交和商务礼仪。

## 生平
金正昆1977年4月参加工作，1986年于中国人民大学国际政治系毕业，自1989年9月起在中国人民大学国际政治系任教。1990在北京礼仪专修学院开始了礼仪教学。